# Biserica „Sfântul Nicolae” din Drăgușenii Noi
Biserica „Sf. Nicolae” este o biserică amplasată în Drăgușenii Noi, raionul Hîncești, Republica Moldova. Este un monument arhitectural de importanță națională inclus în Registrul monumentelor Republicii Moldova ocrotite de stat cu nr. 875 (raionul Nisporeni). Datează din 1895.